# 伊格爾湖
52°45′49″N 13°27′42″E / 52.763557°N 13.461596°E

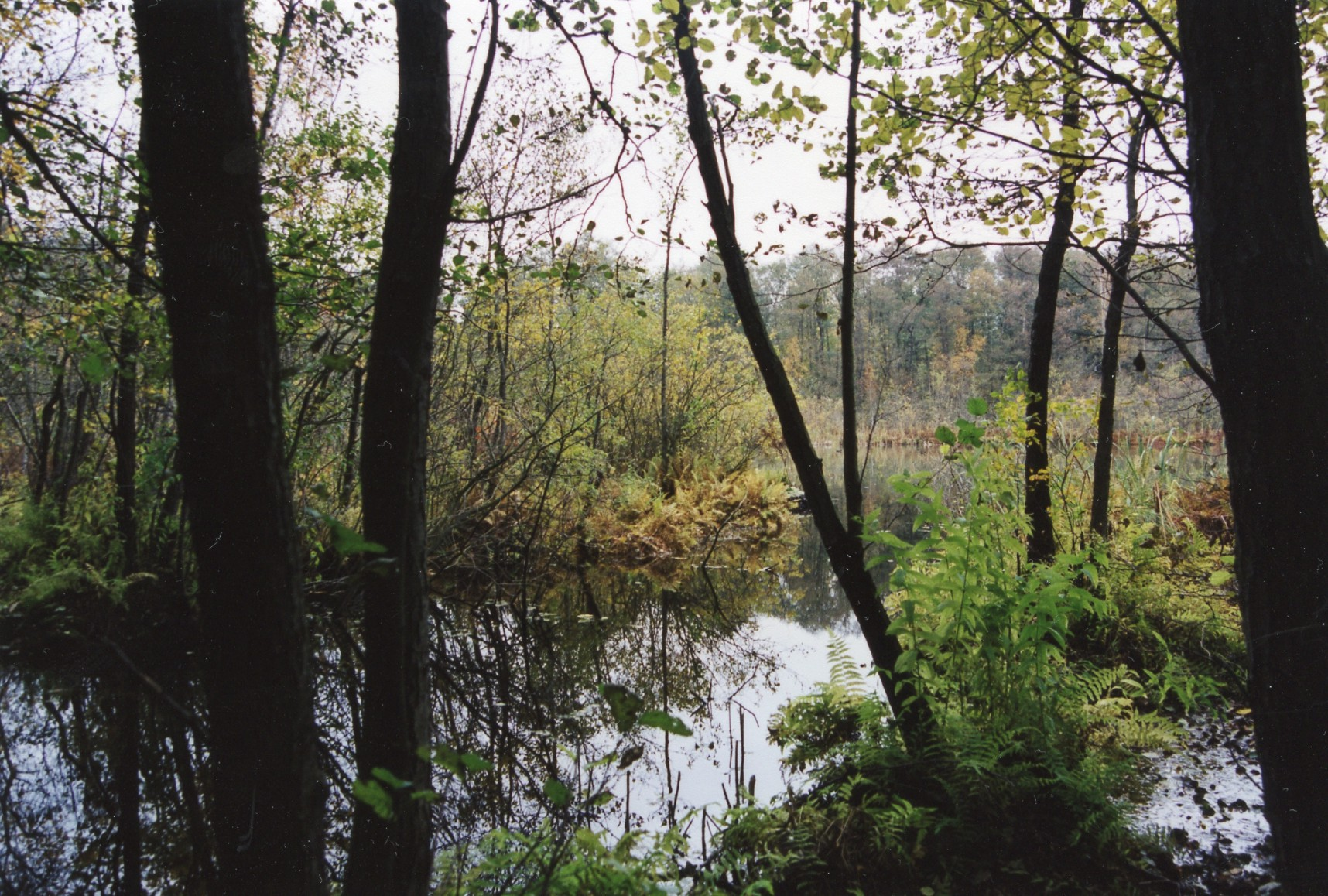

伊格爾湖（德語：Igelsee），是德國的湖泊，位於該國西南部，由勃蘭登堡州負責管轄，處於萬德利茨，長0.8公里、寬0.7公里，面積0.005平方公里，海拔高度50米。